# Bisdom Rajshahi
Het bisdom Rajshahi (Latijn: Dioecesis Raishahiensis) is een rooms-katholiek bisdom met als zetel Rajshahi, hoofdstad van zowel de divisie Rajshahi als van het district Rajshahi, in Bangladesh. Het bisdom is suffragaan aan het aartsbisdom Dhaka. 

## Geschiedenis
Het bisdom werd opgericht op 21 mei 1990, uit delen van het bisdom Dinajpur. 

## Parochies
Het bisdom had in 2022 een oppervlakte van 18.063 km2 en telde 20.447.000 inwoners waarvan 0,3% rooms-katholiek was.

## Bisschoppen
- Patrick D’Rozario (21 mei 1990 - 3 februari 1995; kardinaal in 2016)
- Paulinus Costa (11 januari 1996 - 9 juli 2005)
- Gervas Rozario (15 januari 2007 - heden)